# Jungle (музичний гурт)
Jungle (укр. Джанґл) — британський електро-соул колектив, який проживає в Лондоні.

## Історія

### Формування
Jungle був створений Томом Макфарландом та Джошем Ллойд-Ватсоном. Хлопці є друзями ще з дев'ятирічного віку, відтоді як були сусідами в районі Шепхердс-Буш у Лондоні. Обидва ходили в школу «Latymer Upper School» та грали разом в багатьох різних колективах, один з яких, «Born Blonde», досягнув певного місцевого успіху.
Вони сформували Jungle на початку 2013 року, надавши перевагу естетичному акценту в музичних творах та відеороботах, а не власним персонам (Том Макфарланд та Джош Ллойд-Ватсон були вже знані як «J and T»). Протягом наступного року Jungle розвивав свою природність як колектив, працюючи з багатьма митцями в різноманітних напрямках.
Даючи живі виступи, гурт розширюється до семи осіб. Хлопці хотіли кинути собі виклик, не піддаючись спокусі просто транслювати музику на живо зі своїх ноутбуків, а перевівши свої пісні в повноцінні та органічні живі виступи. Дует пояснив, що Jungle вилився з бажання «бути чесним та прагненням до справжнього зв'язку та дружби в гурті. Мова йде про те, щоб бути задіяним в колективі та колективній енергії…мати спільну душу».

## Стиль
Музичний стиль гурту «Jungle» був описаний як «середній за темпом фанк 1970-х років». Їхня музика поєднує «тропічні постукування, шум дикої природи, фальцетний лемет, психоделічне промивання та непередбачуваний бас».

## Дискографія

### Студійні альбоми
| Назва            | Деталі                                           | Найвища позиція в чартах | Найвища позиція в чартах | Найвища позиція в чартах | Найвища позиція в чартах | Найвища позиція в чартах | Найвища позиція в чартах | Найвища позиція в чартах | Найвища позиція в чартах | Найвища позиція в чартах | Найвища позиція в чартах | Продажі       | Сертифікати |
| Назва            | Деталі                                           | UK                       | AUS                      | BEL                      | DEN                      | FRA                      | GER                      | NED                      | NZ                       | SWI                      | US                       | Продажі       | Сертифікати |
| ---------------- | ------------------------------------------------ | ------------------------ | ------------------------ | ------------------------ | ------------------------ | ------------------------ | ------------------------ | ------------------------ | ------------------------ | ------------------------ | ------------------------ | ------------- | ----------- |
| Jungle           | - Реліз: 14 липня 2014 - Лейбл: XL               | 7                        | 20                       | 21                       | 28                       | 42                       | 43                       | 42                       | 34                       | 22                       | 84                       | - UK: 100,000 | - BPI: Gold |
| For Ever         | - Реліз: 14 вересня 2018 - Лейбл: XL             | 10                       | 28                       | 13                       | —                        | —                        | —                        | 34                       | —                        | 22                       | 56                       |               |             |
| Loving in Stereo | - Released: 13 August 2021 - Label: Caiola, AWAL | 3                        | 10                       | 5                        | —                        | —                        | 18                       | 11                       | —                        | 8                        | 159                      |               |             |

### Сингли
| Сингл               | Рік  | Найвища позиція в чартах | Найвища позиція в чартах | Найвища позиція в чартах | Найвища позиція в чартах | Найвища позиція в чартах | Альбом   |
| Сингл               | Рік  | UK                       | UK Indie                 | BEL                      | FRA                      | US Alt.                  | Альбом   |
| ------------------- | ---- | ------------------------ | ------------------------ | ------------------------ | ------------------------ | ------------------------ | -------- |
| «Platoon»           | 2013 | —                        | —                        | —                        | —                        | —                        | Jungle   |
| «Busy Earnin»       | 2014 | —                        | 19                       | 77                       | 118                      | —                        | Jungle   |
| «Time»              | 2014 | 94                       | —                        | 62                       | 163                      | —                        | Jungle   |
| «The Heat»          | 2014 | —                        | —                        | 62                       | —                        | —                        | Jungle   |
| «Happy Man»         | 2018 | —                        | —                        | —                        | —                        | 37                       | For Ever |
| «House in LA»       | 2018 | —                        | —                        | —                        | —                        | —                        | For Ever |
| «Heavy, California» | 2018 | —                        | —                        | 73                       | —                        | —                        | For Ever |
| «Cherry»            | 2018 | —                        | —                        | —                        | —                        | —                        | For Ever |
|                     |      |                          |                          |                          |                          |                          |          |

### Ремікси
| Пісня                | Рік  | Виконавець      | Назва         |
| -------------------- | ---- | --------------- | ------------- |
| «Unstoppable»        | 2015 | Lianne La Havas | Jungle's Edit |
| «Stand In Your Line» | 2015 | Dornik          | Jungle's Edit |

### Музичні відеокліпи
| Рік  | Назва               | Режисер                                  |
| ---- | ------------------- | ---------------------------------------- |
| 2013 | «Platoon»           | Josh Lloyd-Watson & Oliver Hadlee Pearch |
| 2013 | «The Heat»          | Josh Lloyd-Watson & Oliver Hadlee Pearch |
| 2014 | «Busy Earnin»       | Josh Lloyd-Watson & Oliver Hadlee Pearch |
| 2014 | «Time»              | Josh Lloyd-Watson & Oliver Hadlee Pearch |
| 2015 | «Julia»             | Josh Lloyd-Watson & Oliver Hadlee Pearch |
| 2018 | «House in LA»       | JFC Worldwide                            |
| 2018 | «Happy Man»         | JFC Worldwide                            |
| 2018 | «Heavy, California» | JFC Worldwide                            |
| 2018 | «Cherry»            | JFC Worldwide                            |

## Нагороди та номінації
| Рік  | Організація | Премія                | Праця         | Результат |
| ---- | ----------- | --------------------- | ------------- | --------- |
| 2014 | NME         | Top 50 Tracks of 2014 | «Busy Earnin» | #13       |